# Wilczogęby
Wilczogęby – wieś w Polsce położona w województwie mazowieckim, w powiecie węgrowskim, w gminie Sadowne. Ma status sołectwa.
Wierni Kościoła rzymskokatolickiego należą do parafii św. Jana Chrzciciela w Sadownem.

## Położenie
Leży nad samym Bugiem sąsiadując z wielkim i malowniczym kompleksem łąk nadrzecznych i ze starorzeczami.
We wsi przepompownia odprowadzająca pod wałem przeciwpowodziowym nadmiar wód z okolicy do Bugu.
Prywatna wieś duchowna Wilcze Gęby położona była w drugiej połowie XVI wieku w powiecie kamienieckim ziemi nurskiej województwa mazowieckiego, dobra wspólne kapituły kolegiackiej św. Jana Chrzciciela w Warszawie. W latach 1975–1998 miejscowość administracyjnie należała do województwa siedleckiego.

## Historia
Pierwsza wzmianka o Wilczogębach pochodzi z 1504.
Okoliczne dobra ziemskie należały do kolegiaty św. Jana w Warszawie.
Wilczogęby należały początkowo do parafii w Broku, ale w 1524 wieś została przypisana do nowego kościoła parafialnego w Sadownem.
Około 1680 duchowni kolegiaty św. Jana w Warszawie sprowadzili tu osadników z Kurpiowszczyzny.
Po trzecim rozbiorze Polski, w latach 1795-1809, Wilczogęby znalazły się pod zaborem austriackim, a austriacka straż graniczna miała tu swój posterunek.
W nocy z 16 na 17 kwietnia 1944 aliancki samolot Halifax BB-338 dokonał zrzutu broni w pobliżu wsi. Przesyłkę przejęła miejscowa placówka AK.
W 2004 wieś liczyła 141 mieszkańców.
6 czerwca 2004 obchodziła 500-lecie swego istnienia.

## Osoby związane z Wilczogębami
- Czesław Wycech - urodzony w 1899 w Wilczogębach, w latach 1957-1971 Marszałek Sejmu PRL.
- Tomasz Szczechura - urodzony w 1902 w Wilczogębach, pisarz i dziennikarz, autor książki „Dzieje wsi Wilczogęby”
- Daniel Szczechura – urodzony w 1930 w Wilczogębach, reżyser i scenarzysta filmów animowanych, scenograf, pedagog.